# Gaudiaco (cràter)
Gaudiaco és un cràter sobre la superfície de (21) Lutècia, situat amb el sistema de coordenades planetocèntriques a 62 ° de latitud nord i 357 ° de longitud est. Fa un diàmetre de 6.7 km. El nom va ser fet oficial per la UAI el cinc d'abril de 2011 i fa referència a Gaudiaco, una ciutat de l'època de Lutècia.